# Bruno Walter
Bruno Walter, eigenlijk Bruno Walter Schlesinger (Berlijn, 15 september 1876 - Beverly Hills, 17 februari 1962) was een Duitse dirigent, tevens pianist en ook componist. 
Hoewel hij werd geboren in een joodse familie, bekeerde hij zich later tot het katholicisme. Al jong leerde hij piano spelen en zijn muzikale talenten werden spoedig opgemerkt. Na het conservatorium kreeg hij in 1893 in Keulen zijn eerste aanstelling als dirigent. In Hamburg maakte hij als repetitor kennis met de componist Gustav Mahler, wiens vertrouweling hij werd. Walter dirigeerde in vele Duitse steden totdat hij in 1901 naar Wenen ging. Na Mahlers dood in 1911 dirigeerde Walter de eerste uitvoeringen van Das Lied von der Erde en diens Negende Symfonie. Van 1912 tot 1922 was hij Generalmusikdirektor in München. Walter dirigeerde er in 1917 de première van Hans Pfitzners opera Palestrina. Daarna vestigde Walter zich in Berlijn, waar hij chef-dirigent van de Städtische Oper werd. Behalve opera dirigeerde Walter ook concerten. Hij had een eigen concertserie bij de Berliner Philharmoniker. Tevens werd hij dirigent van het Gewandhausorchester te Leipzig.
Na de machtsovername door Adolf Hitler in 1933 verliet Walter Duitsland. Hij werd vaste gastdirigent van het Amsterdamse  Concertgebouworkest en leidde in Wenen tot 1936 de Wiener Staatsoper. Walter verhuisde in 1939 naar de Verenigde Staten, waar hij onder andere in New York aan de Metropolitan Opera dirigeerde. Hij kreeg verder de leiding van het speciaal voor hem opgerichte Columbia Symphony Orchestra. Na de oorlog keerde Walter nog vaak terug naar Europa. Met name zijn samenwerking met de alt Kathleen Ferrier was een hoogtepunt in zijn loopbaan. Hij begeleidde haar zowel met orkest (onder meer in Das Lied von der Erde) als aan de piano. Eind jaren vijftig maakte Walter in Californië nog een reeks opnamen waarin hij mildheid, een zekere zangerigheid en rustige precisie wist te combineren. In 1959 dirigeerde hij voor het laatst in Europa werken van Mozart bij de Wiener Philharmoniker.
Walter had een voorkeur voor de Weense klassieken (Mozart, Haydn en Beethoven), maar voerde met evenveel gezag werken uit van laat-romantische componisten. Met name zijn opnames van de 9e Symfonie van Bruckner en de symfonieën van Brahms en Mahler zijn klassiek geworden.

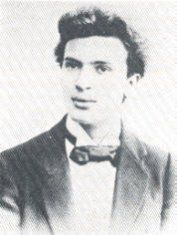
Bruno Walter
- Dirigent Bruno Walter repeteert in 1946 in het Concertgebouw met het Concertgebouworkest een gedeelte uit de Vierde Symfonie van Gustav Mahler

- Bibsys: 90119154
- Biblioteca Nacional de España: XX964862
- Bibliothèque nationale de France: cb13900990d (data)
- CiNii: DA02706440
- Gemeinsame Normdatei: 118628879
- International Standard Name Identifier: 0000 0003 6855 2349
- Library of Congress Control Number: n50026431
- Nationale Bibliotheek van Letland: 000107609
- MusicBrainz: afa18c9c-85f7-4ecf-a262-c7ce17556212
- Bibliotheek van het Japanse parlement: 00460139
- Nationale Bibliotheek van Tsjechië: jn20000605499
- Nationale bibliotheek van Australië: 35589654
- Nationale Bibliotheek van Israël: 987007269570005171
- Nationale Bibliotheek van Polen: a0000002577072
- Nationale en Universitaire bibliotheek Zagreb: 000662349
- Nederlandse Thesaurus van Auteursnamen: 068362730
- Réseau des bibliothèques de Suisse occidentale: 02-A012310610
- Istituto Centrale per il Catalogo Unico: RAVV029838
- LIBRIS: 214512
- SNAC: w6h1310c
- Système universitaire de documentation: 027192334
- Trove: 1006116
- Virtual International Authority File: 46948108
- WorldCat: E39PBJhd6WprTcvm4Wjt64YByd